# フルートとともに
『フルートとともに』は、1973年4月5日から1982年3月31日までNHK教育テレビで放送されたテレビ番組である。前身番組である『フルート教室』もこの項で扱う。

## 概要
フルートの正しい演奏法を習得することを目的にした講座番組であった。1971年度から『フルート教室』として放送開始、1973年度から『フルートとともに』に改題した。

## 放送時間
フルート教室（1971年4月8日 - 1973年3月29日）
- 木曜日 18:30 - 19:00

フルートとともに（1973年4月5日 - 1982年3月31日）
- 1973年度 - 1979年度：木曜日 18:30 - 19:00
- 1980年度 - 1981年度：水曜日 18:30 - 19:00

## 先生
| 年度 | 前期     | 後期     |
| ---- | -------- | -------- |
| 1971 | 吉田雅夫 | 吉田雅夫 |
| 1972 | 森正     | 森正     |
| 1973 | 吉田雅夫 | 吉田雅夫 |
| 1974 | 小出信也 | 宮本明恭 |
| 1975 | 峰岸壮一 | 斎藤賀雄 |
| 1976 | 吉田雅夫 | 吉田雅夫 |
| 1977 | 三村園子 | 三村園子 |
| 1978 | 野口龍   | 野口龍   |
| 1979 | 植村泰一 | 植村泰一 |
| 1980 | 三村園子 | 三村園子 |
| 1981 | 金昌国   | 金昌国   |

## 関連番組
- ピアノのおけいこ
- バイオリンのおけいこ
- ギターをひこう
- リコーダーとともに
- 三味線のおけいこ
- 箏のおけいこ
- 尺八のおけいこ